# Орден Заслуг Ратана Варабхорн
Орден Заслуг Ратана Варабхорн (тайск. เครื่องราชอิสริยาภรณ์ตรารัตนวราภรณ์) — королевский орден Таиланда.

## История
Орден Заслуг Ратана Варабхорн был учреждён королём Сиама Рамой VI 1 августа 1911 года для вознаграждения поданных за личные заслуги перед королём. Орден учреждался в одном классе, состоял из знака на орденской цепи или шейной ленте. Последнее награждение орденом состоялось 14 апреля 1942 года. В настоящее время орден не вручается.

## Описание

Королевская монограмма Рамы VI

Знак ордена – формируемый из двух ваджра крест, между перекладин которого штралы в виде украшенных бриллиантами листьев и золотыми цифрами. В центре креста круглый медальон синей эмали с королевской монограммой инкрустированной бриллиантами. Медальон окружает инкрустированная бриллиантами кайма. Знак ордена, при помощи переходного звена в виде инкрустированной бриллиантами тайской короны с сиянием, крепится к орденской ленте или орденской цепи.
Орденская цепь состоит из чередующихся звеньев виде королевских монограмм белой эмали, золотых тайских корон, и медальонов синей эмали с королевский монограммой белой эмали. Центральное звено в виде королевской монограммы инкрустированной бриллиантами.
 Лента ордена шёлковая муаровая жёлтого цвета с чёрными полосками отстающими от края.